# Canada ai XXII Giochi olimpici invernali
Il Canada ha partecipato ai XXII Giochi olimpici invernali, che si sono svolti dal 7 al 23 febbraio a Soči in Russia, con una delegazione di 217 atleti impegnati in 14 discipline su 15.
Con 10 medaglie d'oro, 10 d'argento e 5 di bronzo, i canadesi si sono piazzati al terzo posto nel medagliere per nazioni ottenendo la seconda miglior prestazione nella loro storia ai Giochi invernali, inferiore solo all'edizione del 2010 svoltasi a Vancouver.

## Medaglie

### Medagliere per discipline
| Sport                   | Oro | Argento | Bronzo | Totale |
| ----------------------- | --- | ------- | ------ | ------ |
| Freestyle               | 4   | 4       | 1      | 9      |
| Curling                 | 2   | 0       | 0      | 2      |
| Salto con gli sci       | 2   | 0       | 0      | 2      |
| Short track             | 1   | 1       | 1      | 3      |
| Bob                     | 1   | 0       | 0      | 1      |
| Pattinaggio di figura   | 0   | 3       | 0      | 3      |
| Pattinaggio di velocità | 0   | 1       | 1      | 2      |
| Snowboard               | 0   | 1       | 1      | 2      |
| Sci alpino              | 0   | 0       | 1      | 1      |
| Totale                  | 10  | 10      | 5      | 25     |

### Medaglie d'oro
| Medaglia | Nome                            | Sport              | Evento               |
| -------- | ------------------------------- | ------------------ | -------------------- |
| Oro      | Kaillie Humphries Heather Moyse | Bob                | Bob a due femminile  |
| Oro      | Canada                          | Curling            | Torneo femminile     |
| Oro      | Canada                          | Curling            | Torneo maschile      |
| Oro      | Justine Dufour-Lapointe         | Freestyle          | Gobbe femminile      |
| Oro      | Alexandre Bilodeau              | Freestyle          | Gobbe maschile       |
| Oro      | Marielle Thompson               | Freestyle          | Ski cross femminile  |
| Oro      | Dara Howell                     | Freestyle          | Slopestyle femminile |
| Oro      | Canada                          | Hockey su ghiaccio | Torneo femminile     |
| Oro      | Canada                          | Hockey su ghiaccio | Torneo maschile      |
| Oro      | Charles Hamelin                 | Short track        | 1500 m maschile      |

### Medaglie d'argento
| Medaglia | Nome                    | Sport                   | Evento                     |
| -------- | ----------------------- | ----------------------- | -------------------------- |
| Argento  | Chloé Dufour-Lapointe   | Freestyle               | Gobbe femminile            |
| Argento  | Mikaël Kingsbury        | Freestyle               | Gobbe maschile             |
| Argento  | Mike Riddle             | Freestyle               | Halfpipe maschile          |
| Argento  | Kelsey Serwa            | Freestyle               | Ski cross femminile        |
| Argento  | Tessa Virtue Scott Moir | Pattinaggio di figura   | Danza su ghiaccio          |
| Argento  | Canada                  | Pattinaggio di figura   | Gara a squadre             |
| Argento  | Patrick Chan            | Pattinaggio di figura   | Singolo maschile           |
| Argento  | Denny Morrison          | Pattinaggio di velocità | 1000 m maschile            |
| Argento  | Canada                  | Short track             | Staffetta 3000 m femminile |
| Argento  | Dominique Maltais       | Snowboard               | Snowboard cross femminile  |

### Medaglie di bronzo
| Medaglia | Nome             | Sport                   | Evento                |
| -------- | ---------------- | ----------------------- | --------------------- |
| Bronzo   | Kim Lamarre      | Freestyle               | Slopestyle femminile  |
| Bronzo   | Denny Morrison   | Pattinaggio di velocità | 1500 m maschile       |
| Bronzo   | Jan Hudec        | Sci alpino              | Supergigante maschile |
| Bronzo   | Charle Cournoyer | Short track             | 500 m maschile        |
| Bronzo   | Mark McMorris    | Snowboard               | Slopestyle maschile   |

### Plurimedagliati
| Nome           | Sport                   | Oro | Argento | Bronzo | Totale |
| -------------- | ----------------------- | --- | ------- | ------ | ------ |
| Patrick Chan   | Pattinaggio di figura   | 0   | 2       | 0      | 2      |
| Scott Moir     | Pattinaggio di figura   | 0   | 2       | 0      | 2      |
| Tessa Virtue   | Pattinaggio di figura   | 0   | 2       | 0      | 2      |
| Denny Morrison | Pattinaggio di velocità | 0   | 1       | 1      | 2      |

## Risultati

### Bob
Il Canada ha qualificato nel bob tre equipaggi nelle discipline maschili e due in quella femminile, per un totale di diciotto atleti, di cui quattordici uomini e quattro donne, vincendo una medaglia d'oro.
| Gara                   | Equipaggio                                                                             | 1ª manche | 2ª manche | 3ª manche | 4ª manche | Totale  | Posizione |
| ---------------------- | -------------------------------------------------------------------------------------- | --------- | --------- | --------- | --------- | ------- | --------- |
| Bob a due femminile    | Kaillie Humphries Heather Moyse                                                        | 57"39     | 57"73     | 57"57     | 57"92     | 3'50"61 |           |
| Bob a due femminile    | Jennifer Ciochetti Chelsea Valois                                                      | 58"43     | 58"63     | 58"72     | 58"71     | 3'54"49 | 13        |
| Bob a due maschile     | Justin Kripps Bryan Barnett                                                            | 56"56     | 56"70     | 56"42     | 56"94     | 3'46"62 | 6         |
| Bob a due maschile     | Chris Spring Jesse Lumsden                                                             | 56"66     | 56.77     | 56"62     | 56"74     | 3'46"79 | 7         |
| Bob a due maschile     | Lyndon Rush Lascelles Brown                                                            | 56"61     | 56"87     | 56"64     | 56"76     | 3'46"88 | 9         |
| Bob a quattro maschile | Lyndon Rush David Bissett Lascelles Brown Neville Wright                               | 55"35     | 55"43     | 55"60     | 55"38     | 3'41"76 | 9         |
| Bob a quattro maschile | Chris Spring James McNaughton Timothy Randall Bryan Barnett                            | 55"50     | 56"70     | 55"88     | 55"76     | 3'42"84 | 13        |
| Bob a quattro maschile | Justin Kripps Cody Sorensen** Jesse Lumsden Ben Coakwell** Luke Demetre Graeme Rinholm | 55"17     | 59"91*    | 55"72     | NQ        | 2'50"80 | 30        |

*Canada-3 ha avuto un incidente nella 2ª manche.
**Nella 3ª manche Cody Sorensen e Ben Coakwell sono stati sostituiti dalle riserve Luke Demetre e Graeme Rinholm.

### Short Track
Il Canada il 29 agosto 2013 ha scelto di far gareggiare:
Uomini
- Charles Hamelin
- Olivier Jean
- Charle Cournoyer
- Michael Gilday
- François Hamelin

Donne
- Marianne St-Gelais
- Marie-Ève Drolet
- Valérie Maltais
- Jessica Hewitt
- Jessica Gregg

### Skeleton
Il Canada ha qualificato nello skeleton quattro atleti, due uomini e due donne.
| Gara              | Atleta                | 1ª manche | 2ª manche | 3ª manche | 4ª manche | Totale  | Posizione |
| ----------------- | --------------------- | --------- | --------- | --------- | --------- | ------- | --------- |
| Singolo femminile | Sarah Reid            | 59"14     | 59"17     | 58"27     | 58"15     | 3'54"73 | 7         |
| Singolo femminile | Mellisa Hollingsworth | 59"68     | 59"70     | 58"68     | 58"15     | 3'56"21 | 11        |
| Singolo maschile  | John Fairbairn        | 57"34     | 56"92     | 56"91     | 56"96     | 3'48"13 | 7         |
| Singolo maschile  | Eric Neilson          | 57"41     | 57"01     | 57"25     | 57"10     | 3'48"77 | 13        |

### Slittino
Il Canada ha qualificato nello slittino un totale di otto atleti, cinque uomini e tre donne.
| Gara              | Atleta                                              | 1ª manche      | 2ª manche      | 3ª manche     | 4ª manche     | Totale   | Posizione |
| ----------------- | --------------------------------------------------- | -------------- | -------------- | ------------- | ------------- | -------- | --------- |
| Singolo femminile | Alex Gough                                          | 50"464         | 50"402         | 50"286        | 50"426        | 3'21"578 | 4         |
| Singolo femminile | Kimberley McRae                                     | 50"465         | 50"454         | 50"356        | 50"620        | 3'21"895 | 5         |
| Singolo femminile | Arianne Jones                                       | 50"993         | 50"837         | 50"745        | 50"608        | 3'23"183 | 13        |
| Singolo maschile  | Samuel Edney                                        | 52"783         | 52"546         | 52"268        | 52"180        | 3'29"777 | 11        |
| Singolo maschile  | Mitchel Malyk                                       | 53"367         | 53"401         | 52"756        | 52"633        | 3'32"157 | 26        |
| Singolo maschile  | John Fennell                                        | 53"350         | 53"561         | 52"879        | 52"926        | 3'32"716 | 27        |
| Gara              | Atleta                                              | 1ª manche      | 1ª manche      | 2ª manche     | 2ª manche     | Totale   | Posizione |
| Doppio            | Tristan Walker Justin Snith                         | 49”857         | 49”857         | 49”983        | 49”983        | 1'39”840 | 4         |
| Gara              | Atleta                                              | Manche singolo | Manche singolo | Manche doppio | Manche doppio | Totale   | Posizione |
| Gara a squadre    | Alex Gough Samuel Edney Tristan Walker Justin Snith | 54"643         | 56"197         | 56"555        | 56"555        | 2'47"395 | 4         |